# Uyoku
Uyoku (jap.: 右翼, dt. Rechter Flügel) ist ein Oberbegriff für die politische extreme Rechte in Japan, deren knapp hunderttausend Aktivisten und mehrere hundert Gruppierungen ebenfalls mit diesem Begriff (oder auch 右翼団体 Uyoku-Dantai, Rechte Organisationen) bezeichnet werden. Etwa 800 dieser Gruppierungen sind organisiert im Dachverband Alljapanische Konferenz Patriotischer Verbände (全日本愛国者団体会議 Zen-nihon aikokushadantai kaigi, kurz: Zen'ai Kaigi), die während ihrer Geschichte stark mit der Yakuza zusammenarbeitete.
Synonym wird auch der Begriff Ultranationalismus (超国家主義, chō kokka shugi) verwendet, um die Ideologie dieser Bewegung zu charakterisieren.

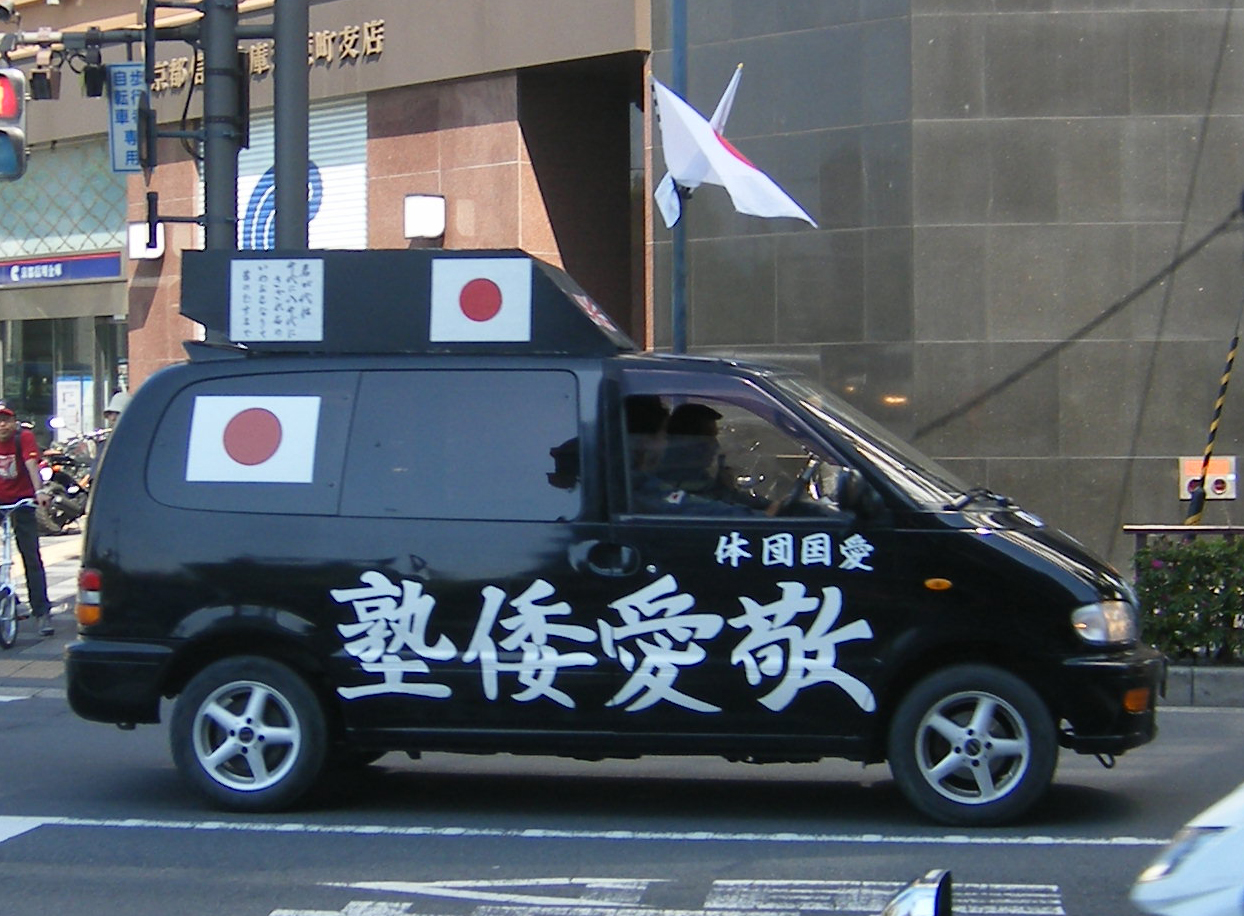
Gaisensha am Verfassungsgedenktag (3. Mai) 2006

## Geschichte

### Vor dem Ersten Weltkrieg
Die ersten bedeutenden politischen Gruppierungen in Japan, die zu den extremen Rechten gezählt werden können, waren die paramilitärische Gen’yōsha (gegründet 1881) und deren Ableger Kokuryūkai (gegründet 1901). Mitglieder waren Gegner der Meiji-Regierung, die sich dennoch selbst als treu gegenüber dem Tennō verstanden. Viele von ihnen waren ehemalige Samurai, die sich 1877 in der Satsuma-Rebellion gegen die Kaiserlich Japanische Armee gestellt hatten. Diese Gruppen setzten sich für eine expansionistische Außenpolitik Japans im Sinne eines Panasianismus ein und betrieben dafür Sabotage, Spionage und Attentate in Japan, China, Russland und Korea. Innenpolitisch bestanden ihre Positionen aus Tennoismus, einer Stärkung des kokutai, und einem traditionalistischen sowie extremen Nationalismus (国粋主義, kokusuishugi).

### Vor dem Zweiten Weltkrieg
Ab 1919, dem Jahr der Anerkennung Japans als internationaler politischer Macht im Friedensvertrag von Versailles, explodierte die Anzahl der rechtsextremen Gruppen, die sich jetzt verstärkt gegen die aufblühende Taishō-Demokratie richteten. Neue programmatische und nicht unbedingt miteinander vereinbare Standpunkte waren Staatssozialismus und Einsatz für die Landwirtschaft sowie gegen die verwestlichte Verstädterung und die "vaterlandsverräterischen" neuen Kapitalisten und die Großindustrie (z. B. die Zaibatsu), mit denen allerdings auch oft genug gemeinsame Sache gemacht wurde. Bedeutende Theoretiker seit dieser Zeit waren u. a. Kita Ikki (1883–1937) und Ōkawa Shūmei (1886–1957). Auf der anderen Seite war auch die Yakuza aktiv in diesen Gruppen beteiligt und organisierte gewalttätige Aktionen gegen Gewerkschaften und Streiks.
Diese neuen Gruppen (darunter u. a. die Geheimgesellschaft Kirschblüten-Gesellschaft, 桜会 – sakura kai) erfreuten sich ab den 1930er Jahren zunehmend der Sympathie und stillschweigenden Unterstützung durch Teile des japanischen Militärs. Mehrere Putschversuche und Attentate gegen Politiker und Wirtschaftsbosse kamen so zuwege, darunter das Attentat vom 14. November 1930 gegen Premierminister Hamaguchi Osachi, das Attentat vom 15. Mai 1932 gegen Premierminister Inukai Tsuyoshi und der Putschversuch vom 26. Februar 1936. Nach dem politischen Sieg der Militärs verfielen die rechtsextremen Gruppen allerdings in Bedeutungslosigkeit.

### Nach dem Zweiten Weltkrieg
Nach der Kapitulation Japans und der politischen Säuberung des Verwaltungsapparates durch den Supreme Commander for the Allied Powers (SCAP) der Alliierten Besatzungsmacht in Japan formierten sich die rechtsextremen Gruppen im aufkommenden Kalten Krieg neu als radikaler und gewaltbereiter, inoffizieller antikommunistischer Arm des rechten Flügels der Regierungspartei LDP.
Unabhängig davon fanden die rechtsextremen Gruppen ihren stärksten Zulauf durch Studentenverbände an Universitäten, die sich hauptsächlich als rechte Reaktion auf die einflussreiche, linke Studentendachorganisation Zengakuren gegründet hatten. Obwohl die Schaffung eines eigenen Dachverbandes nicht gelang – wichtigste Ansätze hierzu waren die rivalisierenden Landesverbände Japanische Studentenunion (Nippon Gakusei Dōmei, kurz: Nichigakudō) und Landesweite Verbindungskonferenz der studentischen Selbstverwaltungsorgane (Zenkoku Gakusei Jijitai Renraku Kyōgikai, kurz: Zenkoku Gakkyō) – entwickelte sich aus dieser rechtsextremen Studentenbewegung (民族派学生運動 minzokuha gakusei undō) schließlich die gegenwärtige japanische Neue Rechte (新右翼 shin uyoku). Unterstützung erhielten manche Gruppierungen durch neue religiöse Bewegungen wie die Seichō no Ie, die mit ihrer Studentenorganisation Seigakuren Netzwerke von Studentenwohnheimen verwaltete. Wichtige Zentren der politischen Aktivitäten waren die Tokioter Universitäten Kokushikan-Universität (国士舘大学 Kokushikan daigaku) in Setagaya und Waseda in Shinjuku (Nichigakudō) sowie die Universität Nagasaki (Zenkoku Gakkyō).
Neue politische Positionen aus dieser Zeit waren Zerschlagung des Zengakuren, Zurückgewinnung der „Nördlichen Territorien“ (siehe Kurilenkonflikt), Verfassungsfeindlichkeit in Hinblick auf einen geforderten Militarismus (in besonders extremer Form in Verbindung mit der Zerschlagung des Atomwaffensperrvertrags und der Forderung nach einer atomaren Aufrüstung Japans), die Entwicklung einer völkischen Bewegung und eine stärkere nationale Souveränität für Japan, vor allem durch Auflösung des japanisch-amerikanischen Sicherheitsvertrages und Zerschlagung des sogenannten „Jalta-Potsdam-Systems“ (YP体制 YP-taisei), einer auf der unterstellten Unterdrückung Japans durch die Beschlüsse der Potsdam-Konferenz und der Jalta-Konferenz beruhenden Vorstellung, verbunden mit ausgeprägtem Antiamerikanismus und einem eingeschränkten Antiimperialismus, gerichtet gegen die angeblich „weiße“ oder „westliche“ Variante des Imperialismus.
Zur Ikone der rechtsextremen Bewegung wurde der Schriftsteller Mishima Yukio. Zusammen mit Morita Masakatsu, ehemaliger Rädelsführer im Nichigakudō, hatte er im Frühsommer 1967 an der Ausbildung seiner eigenen paramilitärischen Organisation begonnen: die Tatenokai (楯の会, Schildgesellschaft, nach der englischen Übersetzung Shield Society von Mishima selbst auch mit SS abgekürzt), die sich dem gewalttätigen Kampf gegen den Kommunismus verschrieb, der als Bedrohung des Tennō-Systems verstanden wurde. Für die Tatenokai war der Tennō das „einzige Symbol [der japanischen] historischen und kulturellen Gesellschaft und rassischen Identität“. Zu Lebzeiten Mishimas war die Tatenokai jedoch so gut wie bedeutungslos und hatte nur 80 Mitglieder. Legendär wurde die Gruppe um Mishima erst mit dem von ihm angeführten, erfolglosen Putschversuch in der Ichigaya-Kaserne der Selbstverteidigungsstreitkräfte im Jahr 1970, während dessen Mishima und Morita sich wegen des Misserfolgs rituell das Leben nahmen (Seppuku). Diese letzte Tat der beiden machten sie letztlich zu Märtyrern der rechtsextremen Nationalisten. Die bedeutende Uyoku-Gruppierung Mittwochstreff (一水会 Issuikai) veranstaltet seit 1972 jährlich ein Heldengedenken mit dem Namen Herbststurm-Fest (野分祭 Nowaki Matsuri) mit abschließendem Besuch an Mishimas Grab, an dem sich auch eine Vielzahl anderer Gruppen beteiligt.

## Gegenwart

### Ideologie
Die politischen Ideen und Ziele der gegenwärtigen Uyoku sind geprägt von reaktionärem Geschichtsrevisionismus und extremem japanischem Nationalismus sowie Antipluralismus. Seit dem Zusammenbruch des Ostblocks und dem Ende des Kalten Krieges sowie dem Niedergang der linken Bewegungen in Japan spielen antikommunistische Ideen und Aktionen (seit Kriegsende waren mehrere Mordanschläge gegen Vertreter der Sozialistischen und Kommunistischen Parteien Japans verübt worden) kaum mehr eine Rolle. Stattdessen wird sogar – wie bei rechtsextremen Parteien in Europa auch – vermehrt antikapitalistische und globalisierungskritische Rhetorik (vor allem gegen „volksfeindliche und korrupte Spekulanten“) betrieben und der Schulterschluss mit Japans Neuer Linken (新左翼 shin sayoku) gesucht.
Der kleinste gemeinsame Nenner der gegenwärtigen Uyoku-Ideologie besteht allgemein aus:
- Militarismus, expliziert in der Forderung nach einer Vergrößerung des japanischen Militärs sowie der Erweiterung von dessen Befugnissen (diese werden gegenwärtig durch Artikel 9 der Japanischen Verfassung stark eingeschränkt), im Zusammenhang damit werden auch japanische Kriegsverbrechen geleugnet und die Tilgung entsprechender Passagen aus japanischen Schulbüchern gefordert. Hauptgegner hierbei ist, mit Attentatsopfern, die Japanische Lehrergewerkschaft (日教組 Nikkyōso) bzw. seit 1989 deren linker Flügel, die Alljapanische Lehrergewerkschaftskonferenz (全日本教職員組合協議会 Zen-nihon kyōshokuin kumiai kyōgikai).
- einer Rückkehr des japanischen Staates zum Ideal des Japanischen Kaiserreichs, oft zusammen mit einer Forderung nach der Wiedereinsetzung des Tennō in seine politische Vorherrschaftsstellung (damit einhergehend auch Forderungen nach der Aufhebung der nach Kriegsende eingeführten Trennung von Religion und Staat) und der unbedingten Treue des japanischen Volkes zu seiner Person
- einem antiamerikanischen Antiimperialismus, ausgedrückt z. B. in Solidaritätsbekundungen und -aktionen während des von den Vereinigten Staaten geführten Ersten und Zweiten Irakkriegs.
- einer Zurückgewinnung der im Zweiten Weltkrieg verlorenen Gebiete (Kurilen, Südsachalin) und international umstrittener Gebiete („Nördliche Territorien“ von Hokkaidō/südlicher Teil der Kurilen, Takeshima- und Senkaku-Inseln)
- sowie einer Wirtschafts- und Innenpolitik, die sich generell sehr stark an konservativen Werten orientiert und gegen die als die japanische Gesellschaft zersetzend beschriebene Korruption orientieren soll, was bis zu Forderungen nach der Abschaffung des Parteiensystems führt.[2][1]

### Praxis

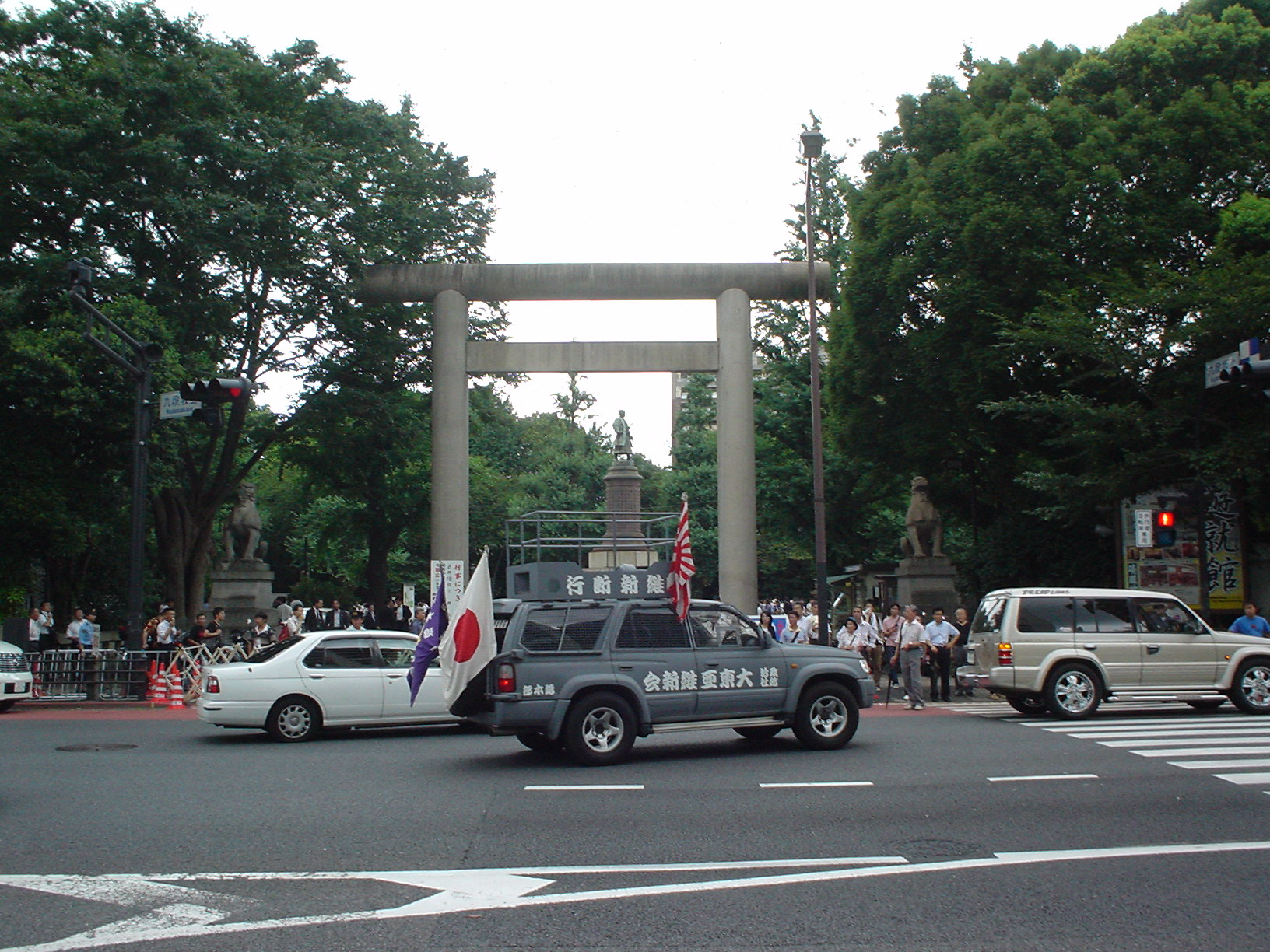
Gaisensha vor dem Yasukuni-Schrein am Jahrestag der Kapitulation Japans (15. August) 2006

Uyoku propagiert ihre politischen Ideologie zusammen mit Marschmusik und der Nationalhymne mittels extrem lauter Lautsprecherwagen (街宣車 gaisensha) in dicht besiedelten Stadtteilen. Diese Wagen sind oft schwarz lackiert, mit schwarz getönten Fensterscheiben versehen und mit Spruchbändern sowie dem Kaiserlichen Siegel, der Flagge Japans oder der Kriegsflagge Japans behangen.
Diese gaisensha werden oft auch zur gezielten Belästigung und Einschüchterung politischer Gegner benutzt, darunter mehrheitlich Personen und Organisationen, die Japan öffentlich kritisieren oder sich nicht respektvoll und zurückhaltend genug über bestimmte Themen äußern (z. B. wegen japanischer Kriegsverbrechen im Zweiten Weltkrieg wie dem Massaker von Nanking, Einheit 731, „Trostfrauen“), Kontroversen um den Yasukuni-Schrein, die Institution oder die Personen des japanischen Kaiserhauses, japanische Ansprüche im Kurilenkonflikt und Südsachalin etc., sowie deren Sponsoren und Unterstützer.
Daneben stören Uyoku systematisch Friedensdemonstrationen. Dabei und bei nahezu allen anderen Aktionen werden sie für gewöhnlich von der japanischen Polizei (deren Uniformen die Uyoku oft tragen) begleitet und bewacht bzw. beschützt. Unter anderem hat dies vielfach zu Vermutungen geführt, die Uyoku hätten immer noch Verbindungen zur Yakuza, zur Polizei, zu Unternehmen (von denen 80 % ihrer Einkünfte stammen sollen) und sogar zu konservativen Regierungskreisen, die die Uyoku benutzen sollen, um ihre politischen oder wirtschaftlichen Gegner einzuschüchtern. Laut Sheldon Garon, Professor für Geschichte und Ostasienstudien an der Princeton University, sind viele bekannte Mitglieder der LDP ehemalige Uyoku-Mitglieder.